# Renato Bosatta
Renato Bosatta   (Pianello del Lario, 11 de febrer de 1938) és un remer italià, ja retirat, que va competir durant les dècades de 1950 i 1960.
Durant la seva carrera esportiva va prendre part en tres edicions dels Jocs Olímpics d'Estiu. El 1960, als Jocs de Roma, guanyà la medalla de plata en la prova del quatre sense timoner del programa de rem. Formà equip amb Tullio Baraglia, Giancarlo Crosta i Giuseppe Galante. Quatre anys més tard, als Jocs de Tòquio, guanyà una nova medalla de plata en la prova del quatre amb timoner, aquesta vegada formant equip amb Emilio Trivini, Giuseppe Galante, Franco De Pedrina i Giovanni Spinola. La tercera i darrera participació en uns Jocs fou el 1968, a Ciutat de Mèxic, on guanyà una medalla de bronze en la prova del quatre sense timoner. Formà equip amb Pie Conti Manzini, Tullio Baraglia i Abramo Albini.
En el seu palmarès també destaquen dues medalles al Campionat d'Europa de rem, d'or el 1961 i de bronze el 1964.